# Daisuke Murakami (Snowboarder)
Daisuke Murakami (jap. 村上大輔, Murakami Daisuke; * 18. Mai 1983 in Sapporo) ist ein ehemaliger japanischer Snowboarder. Er startete in der Halfpipe und nahm an zwei Olympischen Winterspielen sowie vier Snowboard-Weltmeisterschaften teil.

## Werdegang
Murakami trat international erstmals bei den Juniorenweltmeisterschaften 1999 auf der Seiser Alm in Erscheinung. Dort errang er den sechsten Platz. In der Saison 1999/2000 wurde er bei den Juniorenweltmeisterschaften 2000 in Berchtesgaden Neunter und nahm in Sapporo erstmals am Snowboard-Weltcup der FIS teil, wobei er auf den 19. Platz kam. Zu Beginn der Saison 2000/01 erreichte er mit Platz zwei in Whistler seine erste Podestplatzierung im Weltcup. Im weiteren Saisonverlauf kam er zweimal unter die ersten zehn und errang damit den siebten Platz im Halfpipe-Weltcup. Beim Saisonhöhepunkt, den Snowboard-Weltmeisterschaften 2001 in Madonna di Campiglio, belegte er den 22. Platz. Im folgenden Jahr kam er in Salt Lake City bei seiner ersten Teilnahme an Olympischen Winterspielen auf den 19. Platz. Nach Platz 35 bei den Snowboard-Weltmeisterschaften 2003 am Kreischberg in der Saison 2002/03, gewann er bei den Winter-Asienspielen 2003 in der Präfektur Aomori sowie bei der Winter-Universiade 2003 in Piancavallo jeweils die Goldmedaille und siegte zum Saisonende bei den japanischen Meisterschaften. In der Saison 2004/05 kam er bei sieben Teilnahmen im Weltcup, fünfmal unter den ersten zehn und erreichte mit dem sechsten Platz im Halfpipe-Weltcup sein bestes Gesamtergebnis. Nach Platz drei beim Weltcup in Saas-Fee zu Beginn der Saison 2006/07, errang er bei den Snowboard-Weltmeisterschaften 2007 in Arosa den 14. Platz und holte bei den Winter-Asienspielen 2007 in Changchun die Bronzemedaille. Die Saison beendete er auf dem 15. Platz im Halfpipe-Weltcup. In der Saison 2009/10 belegte er bei den Olympischen Winterspielen 2010 in Vancouver den 27. Platz und absolvierte am Kreischberg seinen 48. und damit letzten Weltcup, wobei er seinen einzigen Weltcupsieg holte. Er errang damit den 16. Platz im Halfpipe-Weltcup. Bei den Snowboard-Weltmeisterschaften 2012 in Oslo wurde er Sechster in der Quarterpipe.

## Erfolge

### Olympische Spiele
- 2002 Salt Lake City: 19. Platz Halfpipe
- 2010 Vancouver: 27. Platz Halfpipe

### Weltmeisterschaften
- 2001 Madonna di Campiglio: 22. Platz Halfpipe
- 2003 Kreischberg: 35. Platz Halfpipe
- 2007 Arosa: 14. Platz Halfpipe
- 2012 Oslo: 6. Platz Quarterpipe

### Weltcupsiege
| Nr. | Datum          | Ort         | Disziplin |
| --- | -------------- | ----------- | --------- |
| 1.  | 7. Januar 2010 | Kreischberg | Halfpipe  |

### Weltcupwertungen
| Saison    | Gesamt | Gesamt | Halfpipe | Halfpipe |
| Saison    | Punkte | Platz  | Punkte   | Platz    |
| --------- | ------ | ------ | -------- | -------- |
| 1999/2000 | 20     | 127.   | 220      | 69.      |
| 2000/01   | 220    | 42.    | 1976     | 7.       |
| 2001/02   | -      | -      | 880      | 28.      |
| 2002/03   | -      | -      | 500      | 37.      |
| 2003/04   | -      | -      | 1010     | 20.      |
| 2004/05   | -      | -      | 1910     | 6.       |
| 2005/06   | 1190   | 78.    | 1190     | 23.      |
| 2006/07   | 1200   | 54.    | 1200     | 15.      |
| 2007/08   | 650    | 125.   | 650      | 36.      |
| 2008/09   | 641    | 119.   | 641      | 37.      |
| 2009/10   | 1110   | 63.    | 1110     | 16.      |